# Pagoda di Shwezigon
La Pagoda di Shwezigon è un tempio buddista situato a Nyaung-U, vicino a Bagan in Myanmar.

## Descrizione
È costituito da uno stupa circolare dorato circondato da templi e santuari più piccoli. La costruzione della Pagoda di Shwezigon iniziò durante il regno di re Anawrahta (1044-1077), che fu il fondatore della Dinastia di Pagan, nel 1059-1060 e fu completata nel 1102, durante il regno di suo figlio re Kyansittha. Nel corso dei secoli la pagoda è stata danneggiata da numerosi terremoti ed è stata ristrutturata più volte. Nei lavori di ristrutturazione più recenti, è stata coperta da oltre 30.000 lastre di rame.
Si ritiene che questa pagoda, luogo di culto buddista, incorpori al suo interno un osso e un dente del Buddha Gautama. La pagoda ha una forma conica, circondato da cinque terrazze quadrate. All'ingresso della pagoda ci sono delle grandi statue che raffigurano i guardiani del tempio. Ci sono anche quattro statue di bronzo. Ai limiti del perimetro esterni della pagoda, ci sono 37 statue raffiguranti i nativi deificati insieme a una scultura in legno finemente intagliata di Thagyamin una versione birmana del dio indù Indra. All'interno del complesso della Pagoda di Shwezigon, c'è un pilastro di pietra contenente iscrizioni in lingua Mon dedicate a Kyansittha.

## Galleria d'immagini

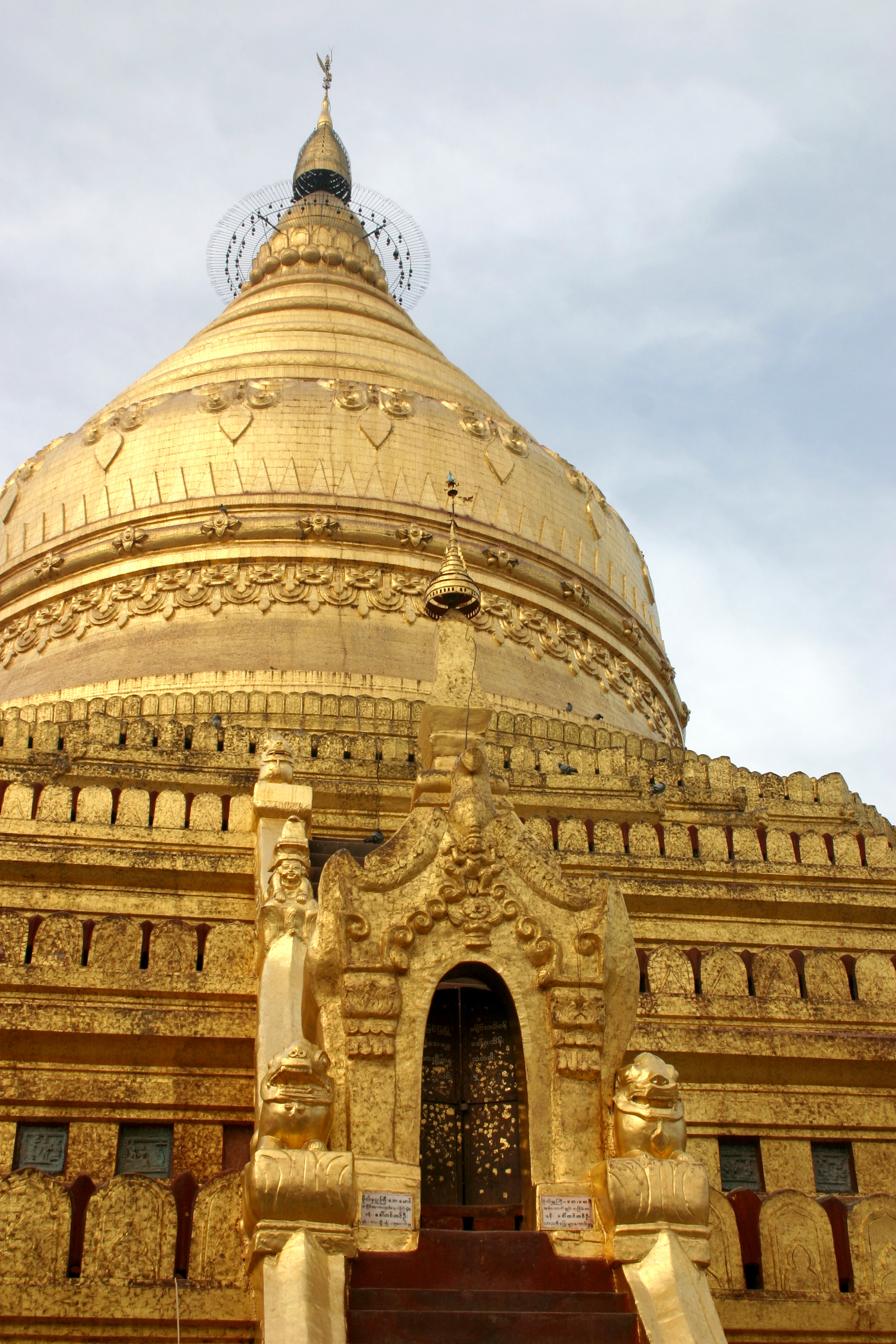
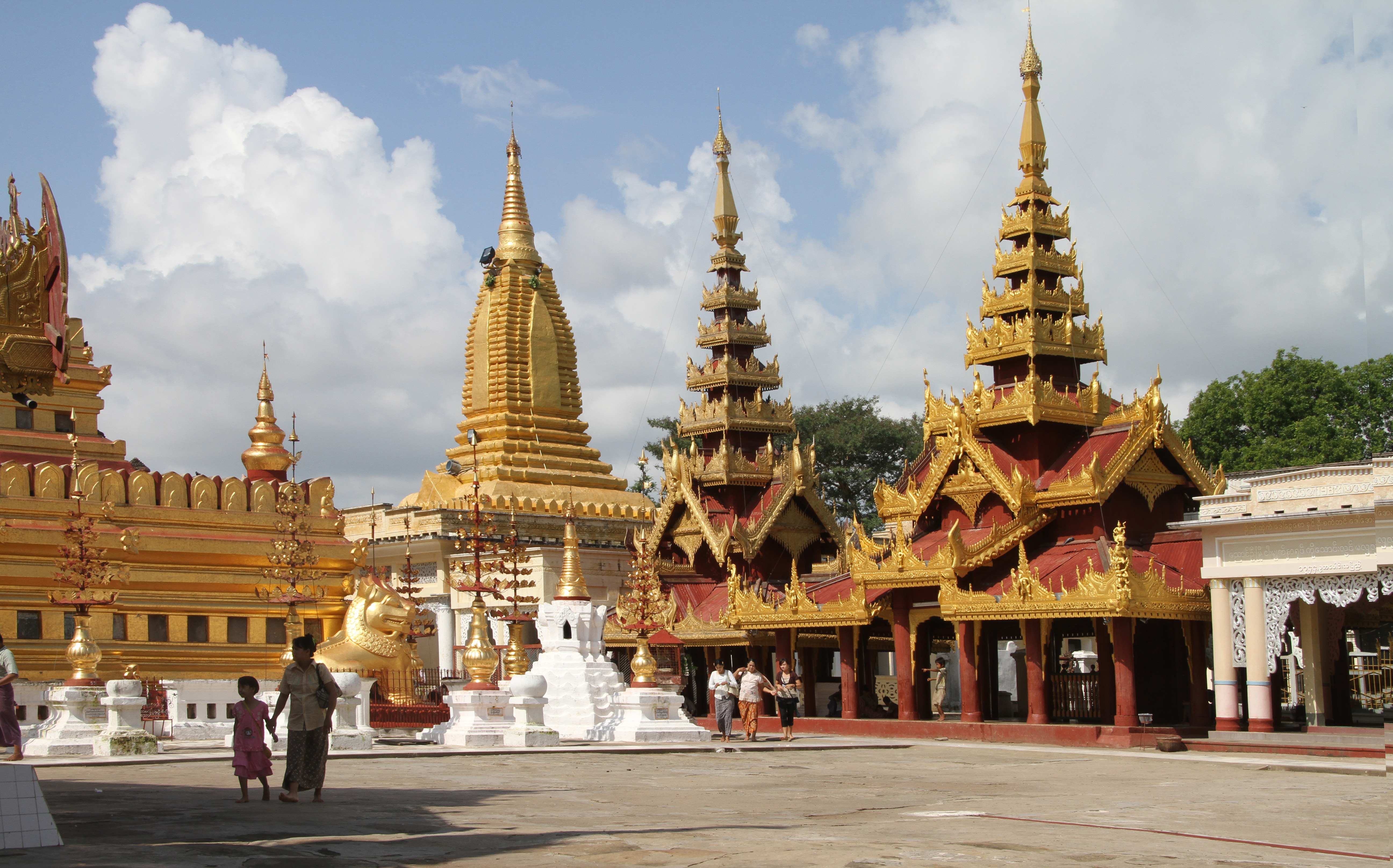
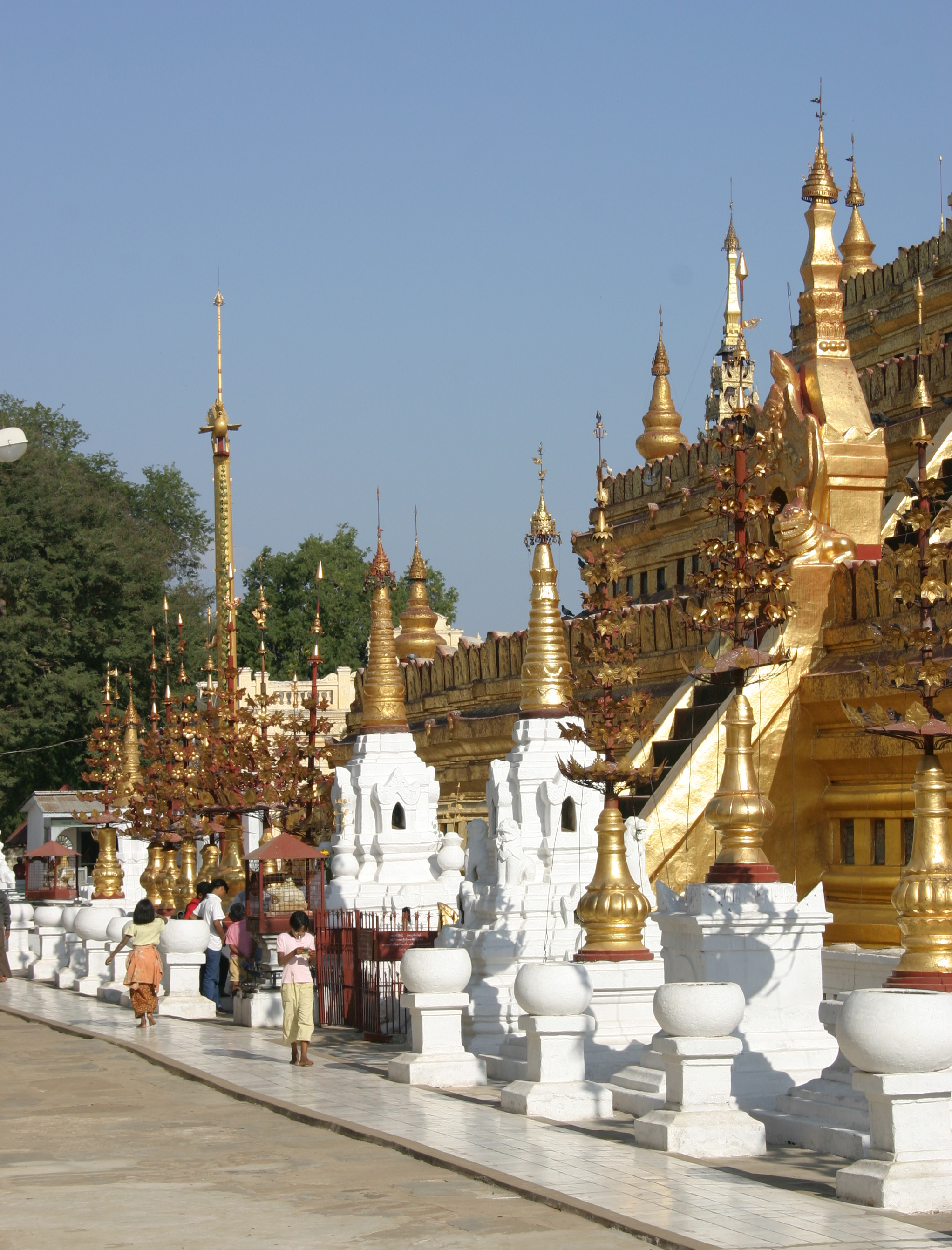
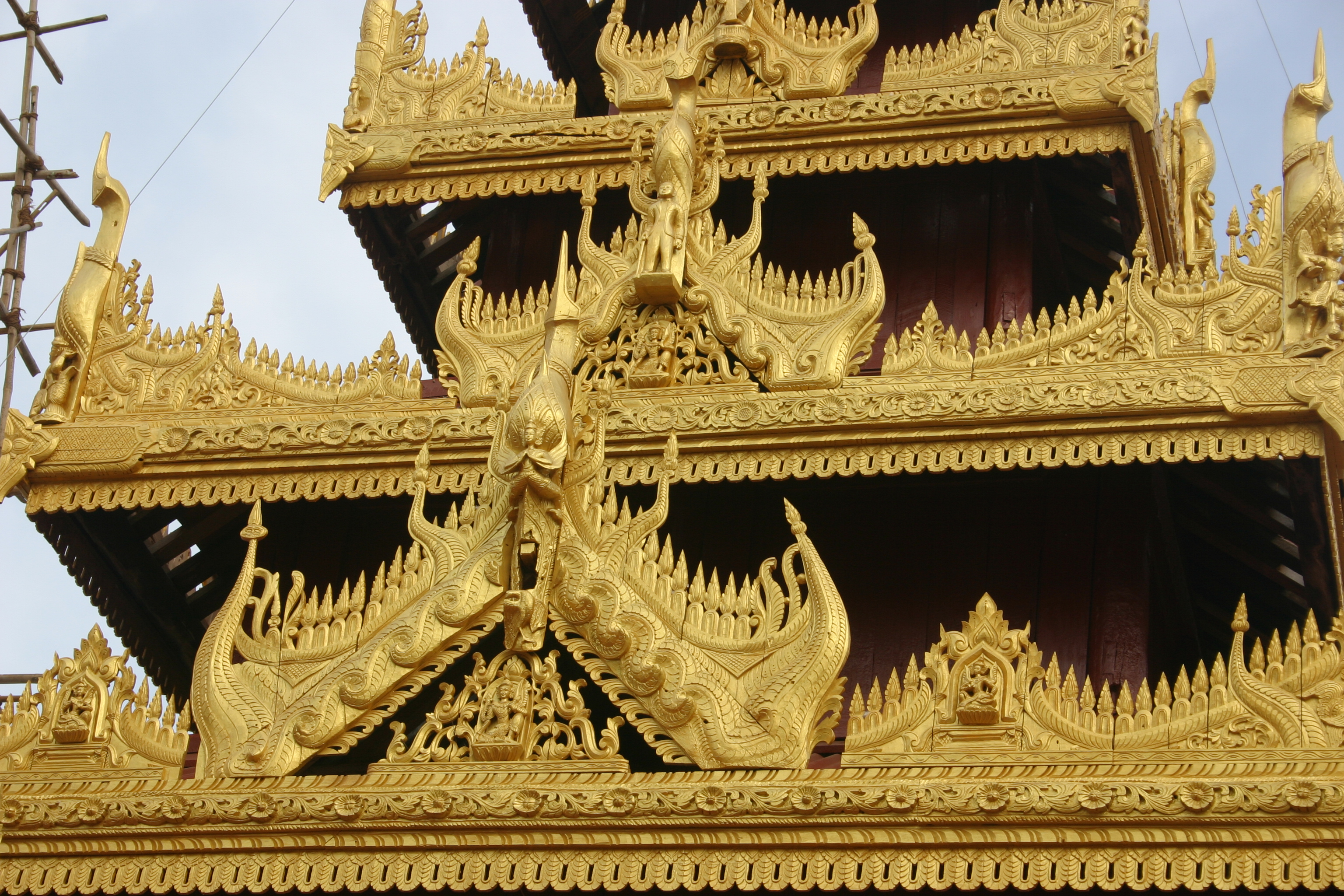
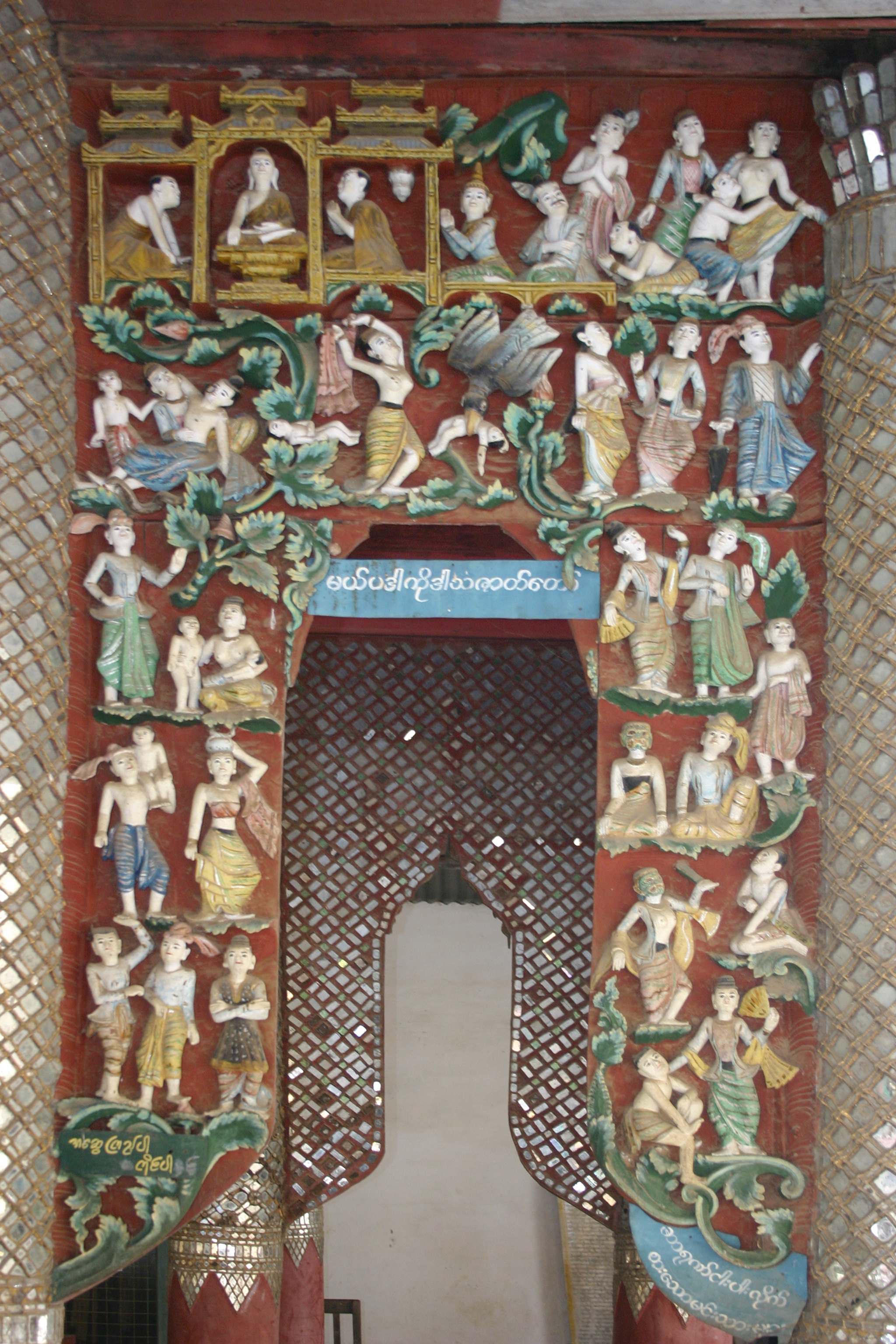
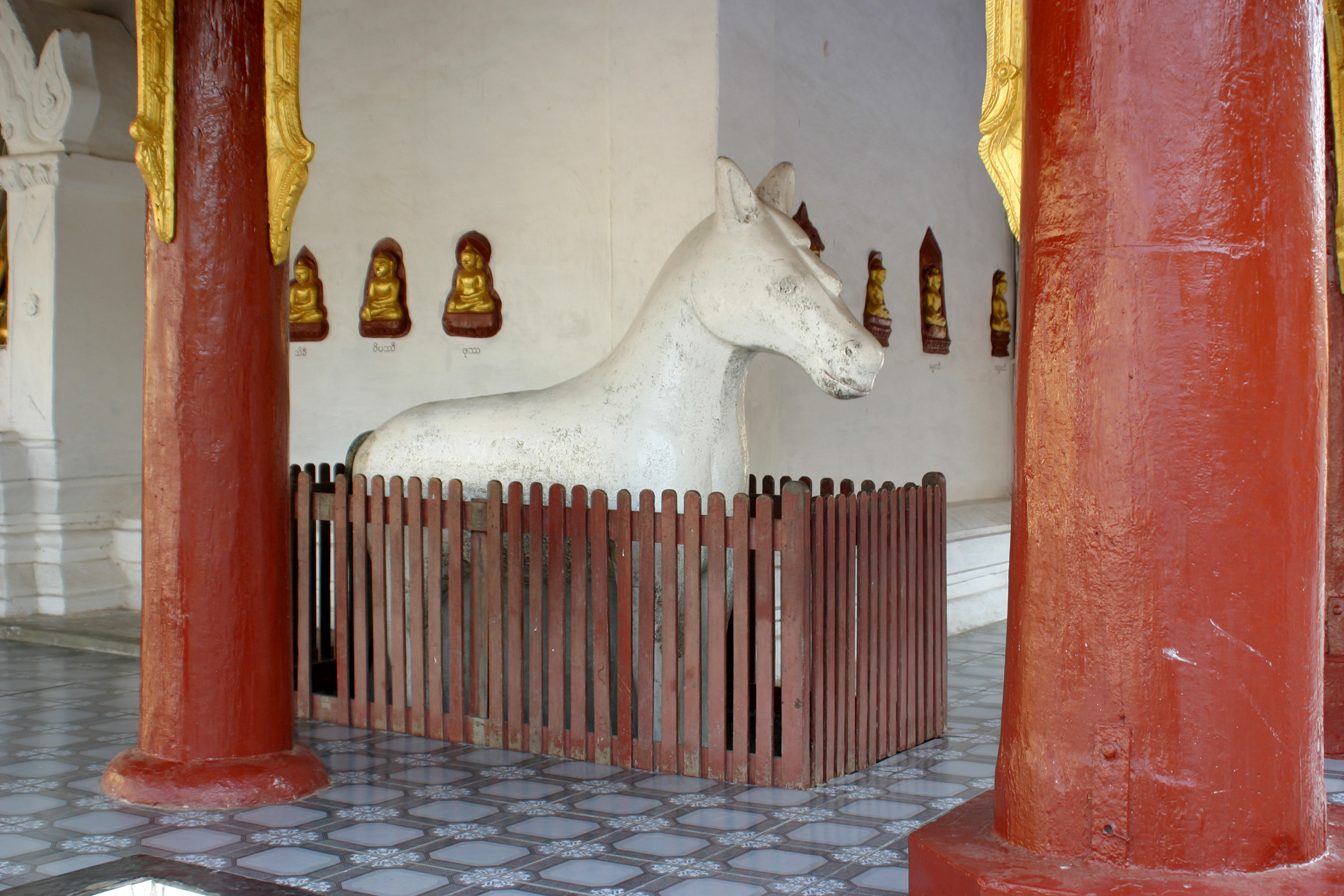
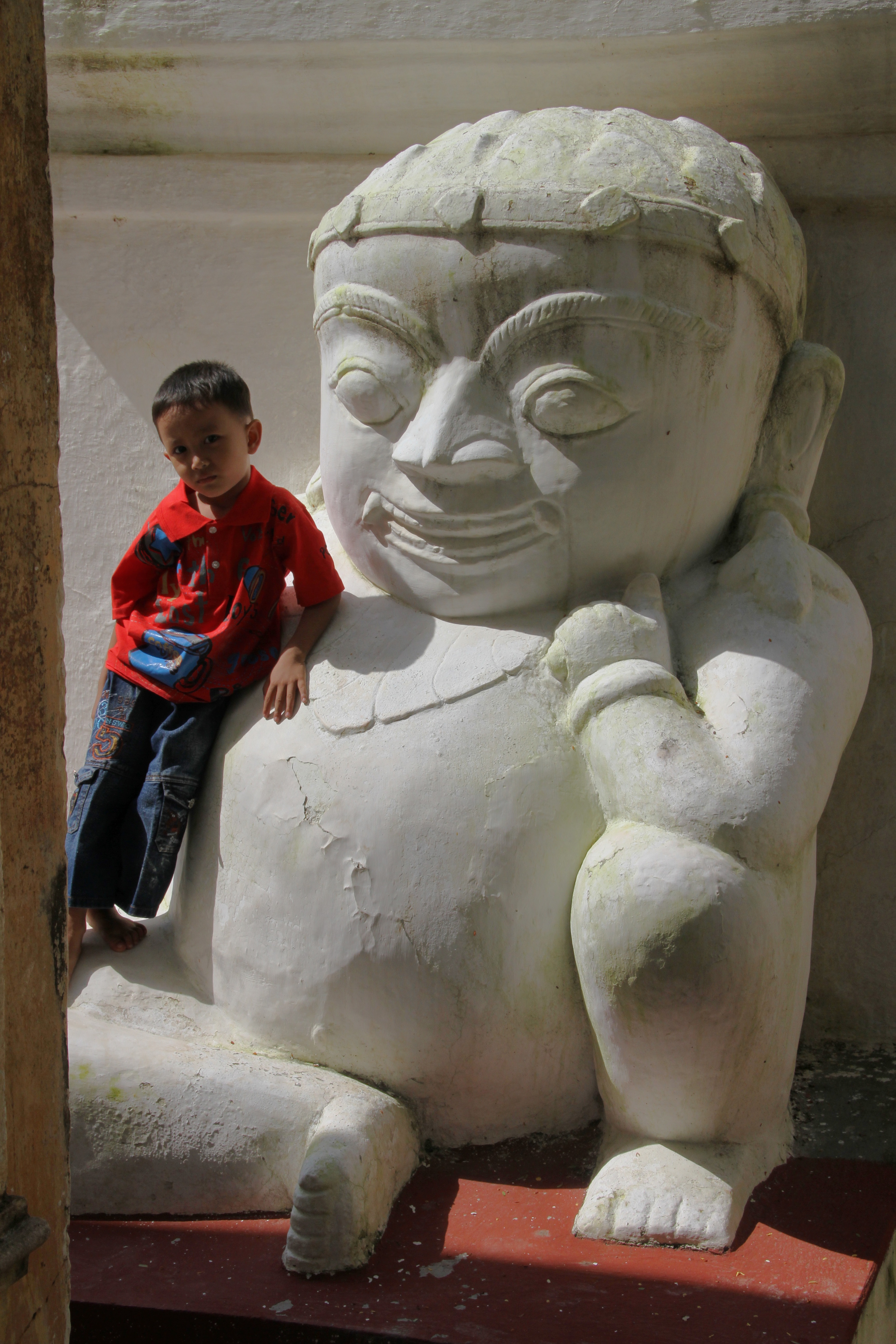
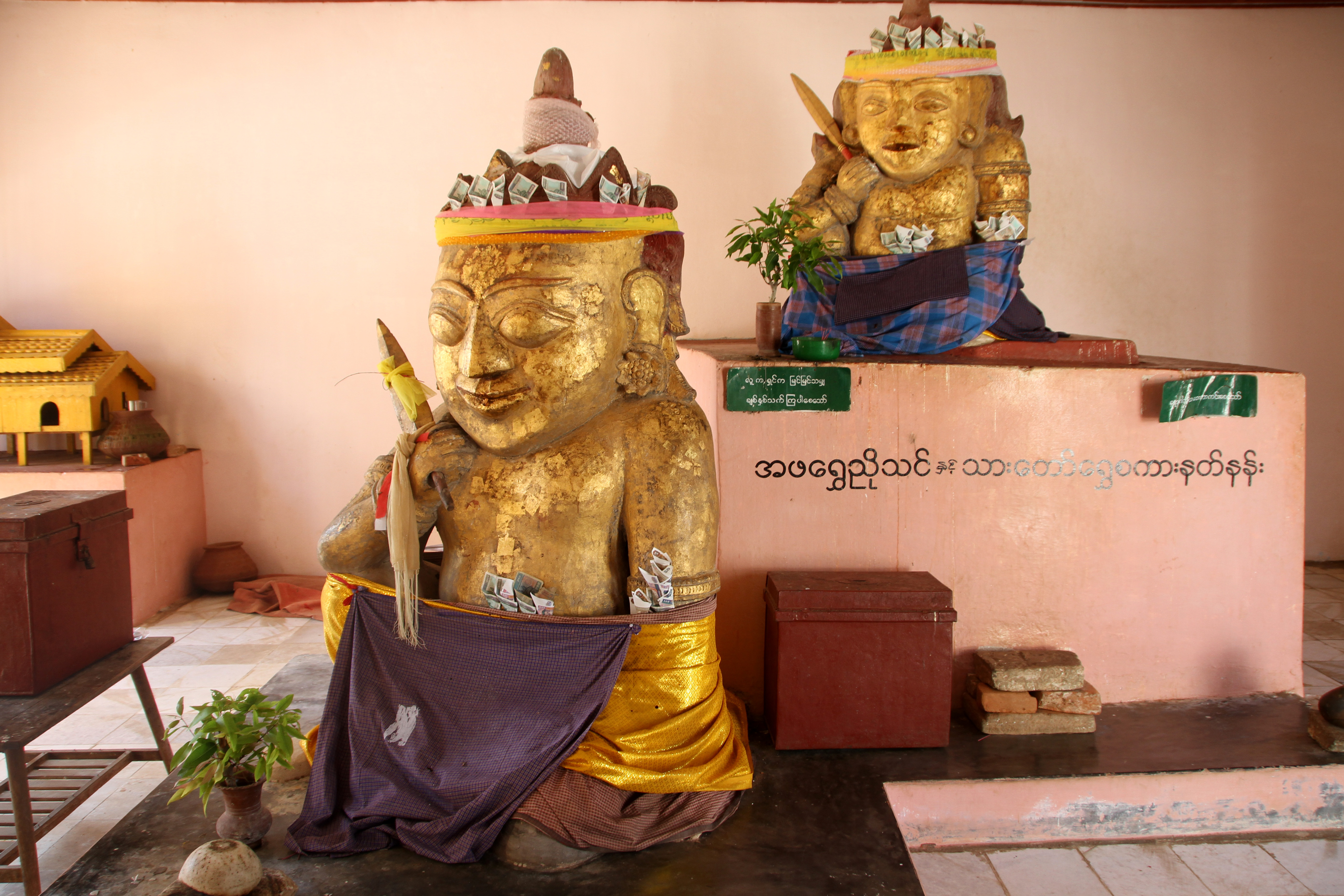